# Indro Montanelli

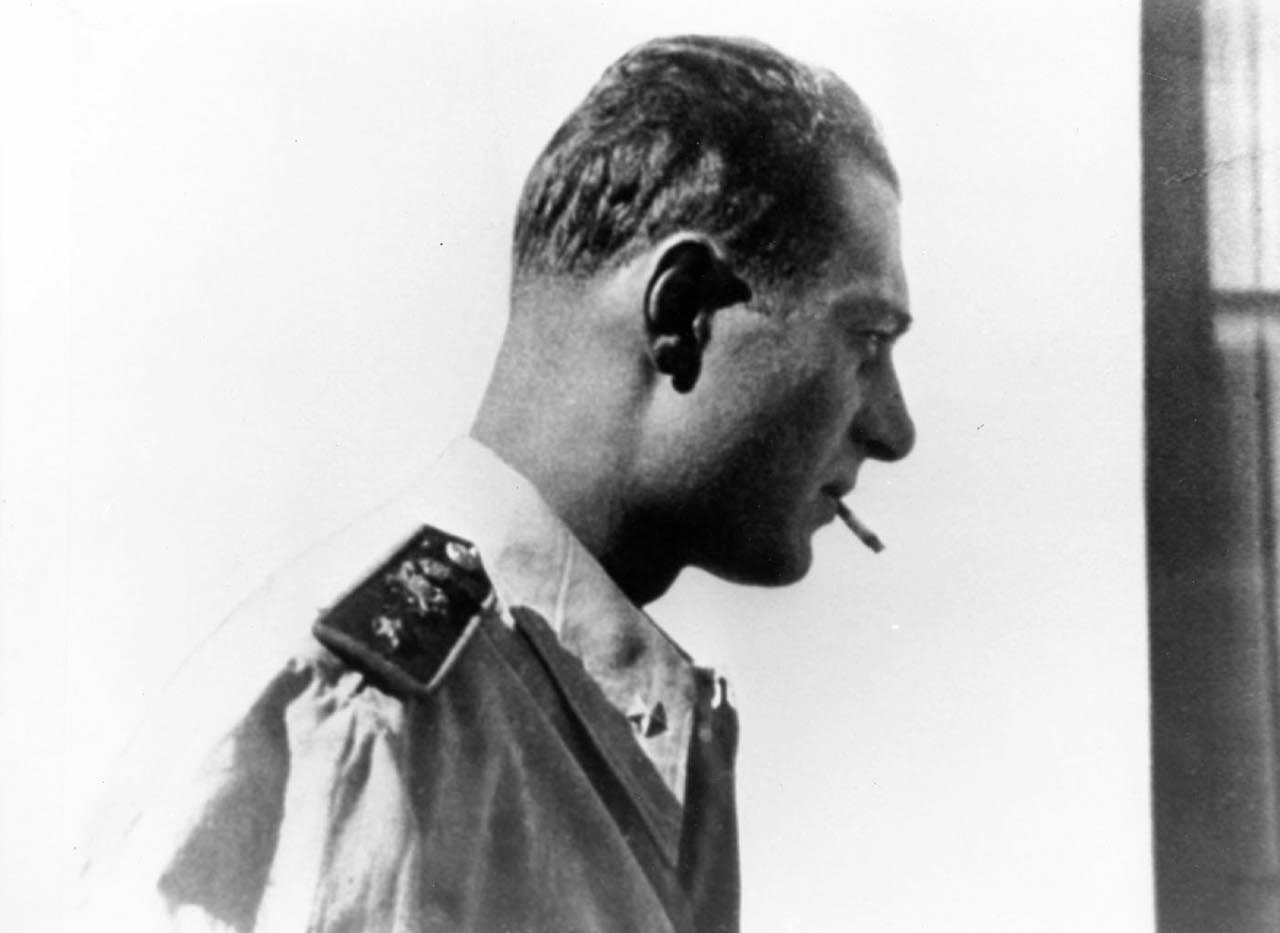
En Etiopía en 1936.

Indro Montanelli Doddoli (Fucecchio, Florencia, 22 de abril de 1909 - Milán, 22 de julio de 2001) fue un periodista, escritor e historiador italiano.

## Semblanza general
Periodista y escritor italiano, su talento fue reconocido y premiado también en el exterior (por ejemplo, en Finlandia y Estados Unidos, donde fue reconocido como mejor periodista internacional, y España, Premio Príncipe de Asturias de Comunicación y Humanidades 1996, ex aequo con Julián Marías). Fue un autorizado cronista de la historia italiana y entrevistó a personajes como Winston Churchill, Charles de Gaulle, Luigi Einaudi y el papa Juan XXIII. Su filosofía periodística nació del aprendizaje que de joven hizo en los Estados Unidos de América: recordó siempre lo que le había dicho el director del diario para el que trabajaba: «hacer que cada artículo pueda ser leído y entendido por cualquiera, incluso por el lechero de Ohio».
Sencillo, directo, aunque refinado escritor, fue miembro de honor de L'Accademia della Crusca, por la que peleó desde las páginas de Il Giornale para que recibiera atención y fuera financiada por los lectores, siendo como era uno de los más antiguos e importantes centros de estudio sobre la lengua italiana, consiguiendo que no desapareciera. Escribió, entre sus más de sesenta libros, una Historia de Italia divulgativa, ayudado por Mario Cervi y Roberto Gervaso; Gli incontri (encuentros con personajes famosos) y una muy leída Historia de Roma, aunque su obra más conocida es la periodística, materializada en sus artículos de opinión.

## Biografía

### Sus estudios e inicios en el periodismo
Montanelli se licenció en Derecho en la Universidad de Florencia, con un año de adelanto, y con una tesis sobre la reforma electoral del fascismo en la que sostenía que no era más que la abolición de las elecciones; pudo realizarla gracias a la ayuda de los profesores antifascistas. Frecuentó también un grupo en Grenoble de ciencias políticas y sociales. Debutó en el periodismo en el Il Selvaggio de Maccari, un pequeño periódico de 500 ejemplares cuyos periodistas, aunque fascistas, fueron los primeros en romper con la unánime conformidad con el régimen. En 1932, entró en L'Universale, que tiraba unos 1.500 ejemplares. En 1934, recibe de Mussolini la enhorabuena por un artículo contra el racismo y es invitado a colaborar en Il Popolo d'Italia, tras ser cerrado por el régimen L'Universale.

### Del fascismo al antifascismo
Su actividad periodística empieza de forma efectiva con su trabajo como reportero de calle para Paris Soir en 1934, especializándose en la crónica negra. Fue luego enviado como corresponsal a Noruega y de allí a Canadá como corresponsal de la agencia United Press, aunque seguía colaborando con Paris Soir. Entrevistó al magnate Henry Ford, haciendo de él un retrato muy original. Con su agencia de noticias fue como vice-corresponsal a Abisinia, pero regresó pronto a América. Posteriormente, fue voluntario, fascinado por los ideales fascistas, como comandante de un batallón de Askari; pero viendo la incapacidad, la desorganización del ejército y la abundancia de medallas sin valor ninguno, comenzó a dudar del régimen.
Se involucró a continuación en la guerra civil española, posicionándose a favor del bando republicano, llegando a ayudar en su huida hasta la frontera a Valentín González, El Campesino, comandante comunista de la 46.ª división, que lo recompensaría regalándole su carné del partido, que Montanelli conservaría durante toda su vida.
Su posición contraria al fascismo lo llevó a las primeras serias disidencias con él. Rechazó el carné del partido, por lo que, para evitar lo peor, Giuseppe Bottai le buscó, primero, un lectorado de italiano en la Universidad de Tartu, en Estonia, y luego lo hizo nombrar Director del Instituto Italiano de Cultura de Tallin. De vuelta a Italia, su ruptura con el partido fascista se hizo efectiva en una manifestación; recibe el apoyo del Corriere della Sera, que lo contrata.
Hace de reportero por toda Europa: en Alemania, donde consigue un legendario encuentro con Hitler que narraría en su libro Il testimone; en Noruega, donde asiste a la invasión alemana; y en Finlandia, de donde saldrían una serie de relatos sobre la guerra entre Finlandia y Rusia que apasionarían a los lectores italianos y en los que demostraría predilección por Finlandia.
De nuevo en Italia, vivió el colapso del 8 de septiembre de 1943 y se afilió a Giustizia e Libertà, un partido clandestino, pero descubierto por los alemanes es condenado a muerte y encarcelado. De esta experiencia sacó inspiración para uno de sus Incontri, pequeños retratos de personajes, en concreto su relato El general Della Rovere, que luego sirvió de base para que Roberto Rossellini realizara la película El general de la Rovere, la cual obtuvo el León de Oro en Venecia y una nominación a los Óscar en la categoría de mejor guion adaptado. Salió de San Vittore por intercesión del cardenal de Milán Ildefonso Schuster, ayuda que sólo conocería muchos años después gracias a uno de sus lectores.

### Las revoluciones en los países comunistas
Se refugió en Suiza hasta el final de la guerra. Después de terminar ésta, su actividad de reportero lo llevó a Budapest, durante la invasión rusa con tanques de 1956, y que le inspiró la trama de una obra teatral, luego hecha película con su dirección artística, Los sueños mueren al alba (1960). Allí vive la revolución Húngara de 1956 y asiste al derribo de la estatua de Stalin. Señala en sus crónicas que estos revolucionarios eran jóvenes comunistas antiestalinistas y no "reaccionarios burgueses" como pretendían los soviéticos y la izquierda internacional. Escribe también destacados reportajes sobre la Primavera de Praga de 1968.
Entre sus amistades, se cuentan personajes fundamentales de la cultura italiana de la época como Leo Longanesi y Dino Buzzati.
Declaradamente anticomunista, anarco-conservador (como gustaba definirse), sus actitudes intransigentes y contracorriente le valieron en los años 70-80 una etiqueta de "fascista" (aunque en los 90 fue llamado también "comunista") por parte de las izquierdas, en las que él veía, en aquellos años, un peligro importante como portavoces de la entonces superpotencia soviética.

### La salida delCorriere
Con el Corriere della Sera, bajo la dirección de Piero Ottone, Montanelli dijo haberse convertido en una especie de extraño, y dimitió antes de ser despedido: la línea del periódico, conformista y servil con los modelos políticos dominantes, era más de lo que podía asumir, por lo que terminó fundando su propio periódico, Il Giornale. Lo siguieron muchos colegas que, como él, no veían bien la nueva dirección del Corriere. El propio Ottone reconoció con pena que Montanelli se estaba llevando "la vajilla de plata de la familia", en referencia a los grandes periodistas que se fueron con él.
Con Il Giornale, que ya desde el principio concibió como un periódico de opinión, Montanelli tuvo la oportunidad de expresar con mayor fuerza sus posiciones, siempre poco conformistas y frecuentemente originales; a modo de interlocutor exterior a la política, orientado al debate sobre cuestiones de principios y partidario de una derecha idealista, se introdujo en el debate político, contribuyendo a la creación de la figura del analista político de procedencia periodística.
Ante el crecimiento, que él consideraba peligroso, del Partido Comunista Italiano, hizo famosa su petición electoral de taparse la nariz para votar a la Democracia Cristiana.
Fue víctima, en 1977, de un atentado de las Brigadas Rojas, que le dispararon 4 tiros, alcanzándole dos en las piernas, cuando se dirigía como todas las mañanas al periódico. Los terroristas justificaron el atentado por considerar a Montanelli un "esclavo de las multinacionales". Montanelli recibió pocos telegramas de pesar e, incluso, el Corriere le dedicó un simple suelto en donde, sin nombrarlo directamente, informa de que un periodista ha sido tiroteado: ("Milano [...] un giornalista è stato colpito [...]").
Il Giornale tuvo un público fiel durante años, sin embargo, siempre limitado en relación con otros diarios. Las crisis económicas no tardaron en hacerse notar, hasta obligarlo a aceptar la entrada como editor de Silvio Berlusconi. Su asociación duró hasta comienzos de los años 1990, cuando la entrada en política de su editor provocó las primeras disidencias entre los dos, llevando a Montanelli a abandonar el diario que había fundado por encaminarse este a una línea con la que en absoluto estaba de acuerdo. Rechaza la dirección del Corriere della Sera, ofertada por Paolo Mieli y Giovanni Agnelli, y decide fundar un nuevo periódico, La Voce, junto con cuarenta periodistas de su redacción anterior.
El diario se convirtió en una voz principal de la oposición al gobierno de Berlusconi. Montanelli organizó campañas para defender la libertad de prensa «amenazada: sentémonos en torno a la mesa, izquierda y derecha, para defender el bien común: la libertad de expresión», fue una de sus declaraciones más celebradas. La nueva empresa, sin embargo, no tuvo una larga vida, por no obtener un suficiente volumen de ventas; como él mismo tuvo que decir, La Voce proponía un fenómeno demasiado ambicioso; la página cultural resultó particularmente exitosa y fue la parte más leída.
Montanelli colaboró también con el pseudónimo Marmidone en el diario Il Tempo, donde respondía a los lectores y polemizaba con otro toscano, Curzio Malaparte.
Volvió, así, a trabajar para el Corriere, aceptando una colaboración que le permitió permanecer en contacto con sus verdaderos editores, como gustaba de llamar a los lectores. Creó la sección denominada "Stanza di Montanelli" (Habitación de Montanelli), precisamente una especie de diálogo con los lectores.

### Su rechazo a la política y a la religión
Su incomodidad frente a posibles influencias políticas se puso de manifiesto cuando rechazó en 1991 la propuesta de ser nombrado senador vitalicio de la República de Italia. En una carta al presidente Francesco Cossiga, señaló: "desafortunadamente, el ideal que tengo de ser un periodista absolutamente independiente me impide aceptar esta oferta tan halagadora". En materia religiosa, consideraba su falta de fe como una profunda injusticia.
Montanelli, en los últimos años de su existencia, expresó una posición profundamente crítica respecto del líder de Forza Italia Silvio Berlusconi, su exeditor. A pocos días de las elecciones generales de Italia de 2001, considerando a Berlusconi cerca de la victoria electoral, lo comparó con una enfermedad y dijo que Italia estaría curada, como ocurre con la acción de una vacuna, tras su paso por el poder.
Murió el 22 de julio de 2001 en una clínica de Milán (donde otro gran escritor y periodista del Corriere, con quien colaboró y tuvo una profunda amistad, Dino Buzzati, había muerto 29 años antes). Al día siguiente, el Corriere publicaba en primera página su carta de adiós a los lectores, en su perfecto estilo conciso y esencial, en la que les agradecía el afecto y la fidelidad con que le habían seguido a lo largo de tantos años.
Siguiendo sus últimos deseos, su cuerpo fue cremado y sus cenizas puestas en una urna, la cual fue depositada encima de la tumba de su madre Magdalena Doddoli en una capilla familiar en el cementerio de su natal Fucecchio.

## Obra de Indro Montanelli

### Teatro
Montanelli fue un gran aficionado y asiduo del teatro y, en particular, al teatro de revista. De joven, aparecía en compañía de la actriz Nanda Primavera, durante algunas actuaciones de opereta Il Paese dei Campanelli. De 1937 a 1965, escribió una docena de obras que fueron representadas en los teatros de Milán, Roma y Turín:
- 1937: L'idolo
- 1942: Lo specchio delle vanità, estrenada en el Teatro Carignano de Turín;
- 1949: L'illustre concittadino, estrenada en el Teatro Excelsior' de Milán (escrita con Mario Luciani)
- 1955: Resisté, estrenada en el Teatro Olimpia de Milán
- 1956: Cesare e Silla, estrenada en el Teatro delle Maschere de Milán
- 1960: Viva la dinamite!, estrenada en el Teatro Sant'Erasmo de Milán
- 1960: I sogni muoiono all'alba
- 1961: Kibbutz
- 1964: Il petto e la coscia, estrenada en el Piccolo Teatro di via Piacenza de Roma;
- 1965: Il vero generale Della Rovere (1965) estrenada en el Teatro Sant'Erasmo' de Milán (escrita con Vincenzo Talarico)

### Obra escrita
- Commiato dal tempo di pace, Roma, Il Selvaggio, 1935
- XX Battaglione eritreo, Milano, Panorama, 1936
- Primo tempo, Milano, Panorama, 1936
- Guerra e pace in A. O., Firenze, Vallecchi, 1937
- Ambesà. Racconto, Milano, Garzanti, 1939
- Albania una e mille, Torino, Paravia, 1939
- Giorno di festa. Racconto, Milano, Mondadori, 1939
- Vecchia e nuova Albania, Milano, Garzanti, 1939
- I cento giorni della Finlandia, Milano, Garzanti, 1940
- Gente qualunque, Milano, Bompiani, 1942
- Guerra nel fiordo, Milano, Mondadori, 1942
- La lezione polacca, Milano, Mondadori, 1942
- Qui non riposano. Romanzo, Milano, Tarantola, 1945; Milano, Mondadori, 1949
- Il buonuomo Mussolini, Milano, Edizioni Riunite, 1947
- Vita sbagliata di un fuoruscito. A. Herzen, 1811-1871, Milano, Longanesi, 1947
- L'illustre concittadino, con Mario Luciani, Torino, Società Editrice Torinese, 1949
- Morire in piedi. Rivelazioni sulla Germania segreta, Milano, Longanesi, 1949
- Padri della Patria, Milano, Mondadori, 1949
- Incontri

Pantheon minore, Milano, Longanesi, 1950
Tali e quali, Milano, Longanesi, 1951
I rapaci in cortile, Milano, Longanesi, 1952
Busti al Pincio, Milano, Longanesi, 1953
Facce di bronzo, Milano, Longanesi, 1955
Belle figure, Milano, Longanesi, 1959
- Mio marito, Carlo Marx, Milano, Longanesi, 1954
- Andata e ritorno, Firenze, Vallecchi, 1955
- Lettere a Longanesi [e ad altri nemici], Milano, Longanesi, 1955
- Addio, Wanda! Rapporto Kensey sulla situazione italiana, Milano, Longanesi, 1956
- Storia di Roma. Narrata da Indro Montanelli ai ragazzi dai nove ai novant'anni, Milano, Longanesi, 1957; Milano, Rizzoli, 1959
- Il generale Della Rovere. Istruttoria per un processo, Milano, Rizzoli, 1959
- Il generale (sceneggiatura de Il generale Della Rovere), Roma, Zebra film, 1959
- Storia dei Greci, Milano, Rizzoli, 1959
- Reportage su Israele, Milano, Editrice Derby, 1960
- Tagli su misura, Milano, Rizzoli, 1960
- Gli incontri, Milano, Rizzoli, 1961
- Vita sbagliata di un fuoruscito, Nuova ed. riv., Milano, Rizzoli, 1961
- Garibaldi, con Marco Nozza, Milano, Rizzoli, 1962
- Teatro, Milano, Rizzoli, 1962
- Gente qualunque, Nuova ed. ampliata, Milano, Rizzoli, 1963
- Giorno di festa e altri racconti (a cura di Eva Timbaldi Abruzzese), Milano, Rizzoli, 1963
- Dante e il suo secolo, Milano, Rizzoli, 1964
- L'Italia dei comuni, con Roberto Gervaso, Milano, Rizzoli, 1965
- L'Italia dei secoli bui, con Roberto Gervaso, Milano, Rizzoli, 1965
- L'Italia dei secoli d'oro, con Roberto Gervaso, Milano, Rizzoli, 1967
- L'Italia della Controriforma, con Roberto Gervaso, Milano, Rizzoli, 1968
- L'Italia del Seicento, con Roberto Gervaso, Milano, Rizzoli, 1969
- Per Venezia, Venezia, Sodalizio del libro, 1970
- Rumor visto da Montanelli, Vicenza, Neri Pozza, 1970
- L'Italia del Settecento, con Roberto Gervaso, Milano, Rizzoli, 1970
- L'Italia giacobina e carbonara, Milano, Rizzoli, 1971
- L'Italia del Risorgimento, Milano, Rizzoli, 1972
- L'Italia dei notabili, Milano, Rizzoli, 1973
- L'Italia di Giolitti, Milano, Rizzoli, 1974
- La fine del Medioevo, con Roberto Gervaso, Milano, Rizzoli, 1975
- I libelli, Milano, Rizzoli, 1975
- Il generale della Rovere, Nuova ed, Milano, Rizzoli, 1976
- Incontri italiani, Milano, Rizzoli, 1976
- L'Italia in camicia nera, Milano, Rizzoli, 1976
- I protagonisti, Milano, Rizzoli, 1976
- Controcorrente I (a cura di Marcello Staglieno), Milano, Società Europea di Edizioni, 1979
- Cronache di storia, Milano, Editoriale Nuova, 1979
- Indro Montanelli, Mario Cervi, L'Italia littoria, Milano, Rizzoli, 1979
- Indro Montanelli, Marcello Staglieno, Renato Besana, L'Archivista: tra cronaca e storia, Milano, Società Europea di Edizioni, 1980
- Controcorrente II (a cura di Marcello Staglieno), Milano, Società Europea di Edizioni, 1980
- Indro Montanelli, Mario Cervi, L'Italia dell'Asse, Milano, Rizzoli, 1980
- Indro Montanelli, Mario Cervi, L'Italia della disfatta, Milano, Rizzoli, 1982
- Qui non riposano, Nuova ed., Venezia, Marsilio, 1982
- Indro Montanelli, Mario Cervi, L'Italia della guerra civile, Milano, Rizzoli, 1983
- Indro Montanelli, Marcello Staglieno, Leo Longanesi, Milano, Rizzoli, 1984
- Indro Montanelli, Mario Cervi, L'Italia della Repubblica, Milano, Rizzoli, 1985
- Professione verità, Bari, Laterza; La Spezia, Cassa di Risparmio della Spezia, 1986
- Indro Montanelli, Paolo Granzotto, Sommario di Storia d'Italia dall'Unità ai giorni nostri, Milano, Rizzoli, 1986
- Controcorrente: 1974-1986, Milano, Mondadori, 1987
- Figure & Figuri del Risorgimento (postfazione di Marcello Staglieno), Pavia [etc.], Editoriale Viscontea, 1987
- Indro Montanelli, Mario Cervi, L'Italia del miracolo, Milano, Rizzoli, 1987
- Montanelli narratore, Milano, Rizzoli, 1988
- Ritratti, Milano, Rizzoli, 1988
- Indro Montanelli, Mario Cervi, L'Italia dei due Giovanni, Milano, Rizzoli, 1989
- Indro Montanelli, Mario Cervi, Milano Ventesimo Secolo, Milano, Rizzoli, 1990
- Caro direttore, Milano, Rizzoli, 1991
- Firenze, Milano, Mondadori, 1991
- Indro Montanelli, Mario Cervi, L'Italia degli anni di piombo, Milano, Rizzoli, 1991
- Dentro la storia, Milano, Rizzoli, 1992
- Il testimone (a cura di Manlio Cancogni, Piero Malvolti), Milano, Longanesi, 1992
- Indro Montanelli, Mario Cervi, L'Italia degli anni di fango, Milano, Rizzoli, 1993
- Istantanee: figure e figuri della Prima Repubblica, Milano, Rizzoli, 1994
- Indro Montanelli, Mario Cervi, L'Italia di Berlusconi, Milano, Rizzoli, 1994
- Indro Montanelli, Beniamino Placido, Eppur si muove: cambiano gli italiani?, Milano, Fabbri / Corriere della Sera, 1995
- L'impero, Firenze, Sansoni, 1995
- Giancarlo Mazzuca, Indro Montanelli: la mia Voce (intervista), Milano, Sperling & Kupfer, 1995
- Il meglio di Controccorente: 1974-1992, Milano, Fabbri / Corriere della Sera, 1995
- Una voce poco fa, Bologna, Il Mulino, 1995
- Indro Montanelli, Mario Cervi, L'Italia dell'Ulivo, Milano, Rizzoli, 1997
- Caro lettore, Milano, Rizzoli, 1998
- Indro Montanelli, Mario Cervi, L'Italia del Novecento, Milano, Rizzoli, 1998
- Le stanze: dialoghi con gli italiani, Milano, Rizzoli, 1998
- Indro Montanelli, Mario Cervi, L'Italia del millennio: sommario di dieci secoli di storia, Milano, Rizzoli, 2000
- La stecca nel coro 1974-1994: una battaglia contro il mio tempo (a cura di Eugenio Melani), Milano, Rizzoli, 2000
- Colloquio sul Novecento: 31 gennaio 2001, Sala della Lupa di Palazzo Montecitorio / con Vittorio Foa, Rita Levi-Montalcini, Indro Montanelli, Leopoldo Pirelli; coordinato da Maurizio Viroli; introdotto da Luciano Violante - Roma, Camera dei deputati, 2001
- Le nuove stanze, Milano, Rizzoli, 2001
- Soltanto un giornalista (con Tiziana Abate), Milano, Rizzoli, 2002
- I conti con me stesso. Diari 1957-1978, prefazione di Sergio Romano, Milano, Rizzoli, 2009 ISBN 978-88-17-02820-2
- Le passioni di un anarco-conservatore (intervista inedita a cura di Marcello Staglieno), Le Lettere, 2009

### Obra publicada en español
Algunas de las obras publicadas en español son las siguientes:
- Historia de Roma, 1959
- Historia de los griegos, 1959
- Dante y su siglo, 1964
- Historia de la Edad Media, 1966 (con Roberto Gervaso)
- Personajes, 1966
- Garibaldi, 1967 (con Marco Nozza)
- Gente cualquiera, 1967
- La Italia del año mil, 1968 (con Roberto Gervaso)
- La Italia de los siglos de Oro, 1969 (con Roberto Gervaso)
- El General de la Rovere: (y otros héroes), 1970
- La Italia de la Contrarreforma (con Roberto Gervaso)
- La Italia del siglo XVII, 1971 (con Roberto Gervaso)
- La Italia del siglo XVIII (con Roberto Gervaso)
- La Italia jacobina y carbonaria (1789-1831), 1973
- La Italia del Risorgimento (1831-1861), 1974
- El fin de siglo. La Italia de los notables (1861-1900), 1975
- La Italia de fin de siglo
- La Italia de la belle époque
- Italia en camisa negra, 1978
- La Italia lictoria, 1982 (con Mario Cervi)
- Indro Montanelli: memorias de un periodista, 2003 (con Tiziana Abate)
- La sublime locura de la revolución, 2015

### Filmografía
- 1947: Pian delle stelle, historia.
- 1947: Tombolo, paradiso nero, historia y guion.
- 1948: L'amant de marbre, historia, firmada con Jean George Auriol, publicada en La Revue du Cinéma, nr.9, enero de 1948 (film no realizado).
- 1959: Il generale Della Rovere, historia y guion. Dirigida por Roberto Rossellini.
- 1961: I sogni muoiono all'alba, dirección, historia y guion.

## Obras fundamentales sobre Montanelli

### Antes de 2001
- Alessandro Scurani, Montanelli: pro e contro, Milano, Letture, 1971
- Gennaro Cesaro, Dossier Montanelli , Napoli, Fausto Fiorentino, 1972
- Gastone Geron, Montanelli. Il coraggio di dare la notizia , Milano, La Sorgente, 1975
- Marcello Staglieno, Il Giornale 1974-1980 , Milano, Società europea di edizioni, 1980
- Tommaso Giglio, Un certo Montanelli , Milano, Sperling & Kupfer,1981
- Claudio Mauri, Montanelli l'eretico , Milano, SugarCo, 1982
- Marcello Staglieno, Indro Montanelli, Milano, Sidalm, 1982
- Donato Mutarelli, Montanelli visto da vicino, Milano, Ediforum, 1992
- Massimo Baistrocchi, Lettere a Montanelli, Roma, Palazzotti, 1993
- Piero Malvolti, Indro Montanelli, Fucecchio, Edizioni dell'Erba, 1993
- Mario Cervi, Gian Galeazzo Biazzi Vergani, I vent'anni del Giornale di Montanelli, Milano, Rizzoli, 1994
- Federico Orlando, Il sabato andavamo ad Arcore, Bergamo, Larus, 1995
- Marcello Staglieno, Il Novecento visto da Montanelli: l'eretico della destra italiana, suppl. a "Lo Stato", Roma, 20 gennaio 1998

### Después de su muerte en 2001
- Marcello Staglieno, Montanelli. Novant'anni controcorrente, Milano, Mondadori, 2001
- Giorgio Soavi, Indro. Due complici che si sono divertiti a vivere e a scrivere, Milano, Longanesi, 2002
- Gian-Luca Mazzini, Montanelli mi ha detto. Avventure, aneddoti, ricordi del più grande giornalista italiano, Il Cerchio, Rimini 2002. ISBN 88-8474-025-8
- Marco Travaglio, Montanelli e il Cavaliere. Storia di un grande e di un piccolo uomo, Milano, Garzanti, 2003
- Giorgio Torelli, Il Padreterno e Montanelli, Milano, Ancora, 2003
- Paolo Granzotto, Montanelli, Bologna, Il Mulino, 2004.
- Paolo Avanti-Alessandro Frigerio, "A cercar la bella destra - I ragazzi di Montanelli", Milano, Mursia, 2005
- Sandro Gerbi-Raffaele Liucci, Lo stregone: la prima vita di Indro Montanelli, Torino, Einaudi, 2006
- Renata Broggini, Passaggio in Svizzera. L'anno nascosto di Indro Montanelli, Milano, Feltrinelli, 2007
- Federica Depaolis, Walter Scancarello (a cura di), Indro Montanelli. Bibliografia 1930-2006, Pontedera, Bibliografia e Informazione, 2007 ISBN 978-88-902523-1-0
- Sandro Gerbi-Raffaele Liucci, "Montanelli l'anarchico borghese. La seconda vita (1958-2001), Einaudi (collana Gli struzzi) 2009
- Giancarlo Mazzuca, Testimoni del Novecento, Poligrafici Editoriale SpA - il Resto del Carlino, 2008
- Marcello Staglieno, Introduzione a Montanelli le passioni di un anarco-conservatore, Firenze, Le Lettere, 2009

## Premios y distinciones
Premios Óscar
| Año  | Categoría                        | Película                | Resultado |
| ---- | -------------------------------- | ----------------------- | --------- |
| 1962 | Mejor argumento y guion original | El general de la Rovere | Nominado  |